# Habitatge a l'avinguda Generalitat, 27-29 (Viladecans)
L'Habitatge a l'avinguda Generalitat, 27-29 és una obra del municipi de Viladecans (Baix Llobregat) inclosa en l'Inventari del Patrimoni Arquitectònic de Catalunya.

## Descripció
Es tracta d'una casa de planta rectangular construïda amb pedra i maó i amb les façanes arrebossades. Consta de planta baixa, pis i terrat amb torre emmerletada. Destaca la simetria i l'alineació de les obertures. A la planta baixa, a la façana principal, hi ha dues portes que centren una finestra i al primer pis un balcó corregut amb barana de ferro forjat i tres sortides.
A la façana lateral hi ha quatre finestres distribuïdes simètricament, dues al primer pis i dues a la planta baixa; les de baix tenen fals guardapols (pintat), mentre que les del primer pis tenen l'arc en relleu.
La barana del terrat està dividida en set trams tot formant una ondulació. Tots els arcs guardapols, tant de finestres com de portes, són esglaonats.

## Història
La casa fou construïda durant el primer quart del segle xx.